# Косубаєва Тамара Окіметівна
Косубаєва Тамара Окіметівна (каз. Қосыбаева Тамара Өкіметқызы; 15 березня 1928 — 15 серпня 2022) — радянська і казахстанська акторка театру, кіно та телебачення. Заслужена артистка Казахстану (1998).

## Життєпис
Народилася 15 березня 1928 року в Аксуському районі Павлодарської області.
1947 року закінчила Алма-Атинську кіноакторську школу під керівництвом Г. Рошаля. 1952 року закінчила Ташкентський театральний інститут. У 1948—1960 роках акторка Казахського державного театру для дітей та юнацтва. У 1960—1964 роках акторка Карагандинського обласного казахського драматичного театру. У 1964—1986 роках знову акторка Казахського державного театру для дітей та юнацтва.
1945 року дебютувала в кіно з епізодичною роллю у біографічній стрічці «Пісні Абая». Пізніше знялася у фільмах «Пожорож у дитинство» (1968), «Шок і Шер» (1972), «Глід» (1979), «Три дні свята» (1981), «Бабуся-генерал» (1982), «Вітчім» (1983), «Про любов, дружбу і долю» (1986) та інших.
1998 року удостоєна звання Заслуженої артистки Казахстану за великий внесок у розвиток кіно та театрального мистецтва.
Померла 15 серпня 2022 року у 94-річному віці.

## Фільмографія
| Рік       |    | Українська назва           | Оригінальна назва           | Роль              |
| --------- | -- | -------------------------- | --------------------------- | ----------------- |
| 1945      | ф  | Пісні Абая                 | Песни Абая / Абай әндері    | епізод            |
| 1968      | ф  | Подорож у дитинство        | Путешествие в детство       | Аспет             |
| 1972      | ф  | Шок і Шер                  | Шоқ пен Шер                 | мати Шера         |
| 1973      | ф  | Четвірка зі співів         | Четвёрка по пению           | мама              |
| 1975      | кф | Кохана                     | Любимая                     | мати              |
| 1976      | ф  | Кусен-Кусеке               | Күсен-Күсеке                | -                 |
| 1977      | ф  | Сіль і хліб                | Соль и хлеб                 | Раш               |
| 1978      | ф  | Серед людей                | Среди людей                 | Батма             |
| 1979      | ф  | Глід                       | Боярышник / Долана          | Райхан            |
| 1979      | ф  | Коли тобі дванадцять років | Когда тебе двенадцать лет   | мама Олжаса       |
| 1980      | ф  | Місяць на роздуми          | Месяц на раздумья           | Рабігі-апа        |
| 1980      | ф  | Неможливі діти             | Neciešamie berni            | епізод            |
| 1981      | ф  | Три дні свята              | Три дня праздника           | мати Мурата       |
| 1982      | ф  | Бабуся-генерал             | Suyunchi                    | дружина Мергенбая |
| 1982      | ф  | Буремна ніч                | Грозовая ночь               | -                 |
| 1982      | ф  | Орнамент                   | Орнамент                    | бабуся            |
| 1982      | ф  | Я ваш родич                | Я — ваш родственник         | бабуся            |
| 1983      | ф  | Вітчим                     | Отчим                       | бабуся            |
| 1984      | ф  | Син повернувся             | Сын вернулся                | -                 |
| 1985      | ф  | Сестра моя Люся            | Сестра моя Люся             | сусідка           |
| 1986      | ф  | Золота баба                | Золотая баба                | вогулка           |
| 1987      | ф  | Про любов, дружбу і долю   | Про любовь, дружбу и судьбу | мати Керіма       |
| 1987      | ф  | Казка про прекрасну Айсулу | Сказка о прекрасной Айсулу  | епізод            |
| 1987      | ф  | Шанирак                    | Шаңырақ                     | -                 |
| 1990      | ф  | Остання лисичка            | Последняя лисичка           | -                 |
| 1994      | ф  | Тобі потрібне щеня?        | Sagan kushik kerek pe?      | бабуся            |
| 1994      | ф  | Родина мисливця            | Семья охотника              | -                 |
| 1996      | ф  | Той, хто ніжніше           | Тот, кто нежнее             | -                 |
| 1996      | ф  | Юність Жамбила             | Жамбылдың жастық шағы       | бабуся Борат      |
| 1999      | ф  | Фара                       | Фара                        | епізод            |
| 2007      | ф  | Курак корпе                | Kurak korpe                 | бабуся            |
| 2008      | ф  | Махамбет                   | Makhambet                   | бабуся            |
| 2009      | с  | Місто мрії                 | Город мечты                 | Аже               |
| 2011      | ф  | Земля обітована            | Zheruik,                    | бабуся            |
| 2011—2012 | с  | Жаним                      | Жаным / Zhanym              | прабабуся Досима  |